# عيسى حسن
عيس حسن (25 ديسمبر 1970 -) هوعازف بزق لبناني. 

## حياته
من مواليد بيروت عام 1970ويقيم حاليا في باريس مند عام 1984 وهو أول من مزج الموسيقى الكردية مع الفلامنكو والجاز صدر له منذ عام 1995 5 البومات :

## الألبومات
- Gulînar 1995
- Ballade kurde à Seville 2000
- Tooting Broadway 2000
- Art du bouzouk 2001
- La cinquième saison 2005

## روابط خارجية
- عيسى حسن على موقع IMDb (الإنجليزية)
- عيسى حسن على موقع ميوزك برينز (الإنجليزية)
- عيسى حسن على موقع ديسكوغز (الإنجليزية)